# Halowe Mistrzostwa Europy w Lekkoatletyce 1975 – bieg na 800 m mężczyzn
Bieg na 800 metrów mężczyzn – jedna z konkurencji biegowych rozgrywanych podczas halowych lekkoatletycznych mistrzostw Europy w hali Rondo w Katowicach. Eliminacje zostały rozegrane 8 marca, a bieg finałowy 9 marca 1975. Zwyciężył reprezentant Niemieckiej Republiki Demokratycznej Gerhard Stolle. Tytułu zdobytego na poprzednich mistrzostwach nie bronił Luciano Sušanj z Jugosławii.

## Rezultaty

### Eliminacje
Rozegrano 2 biegi eliminacyjne, do których przystąpiło 13 biegaczy. Awans do półfinału dawało zajęcie jednego z pierwszych dwóch miejsc w swoim biegu (Q). Skład finału uzupełniło dwóch zawodników z najlepszym czasem wśród przegranych (q).
Opracowano na podstawie materiału źródłowego.
Bieg 1
| Miejsce | Zawodnik          | Czas   | Uwagi |
| ------- | ----------------- | ------ | ----- |
| 1       | Jozef Plachý      | 1:50,6 | Q     |
| 2       | Ivo Van Damme     | 1:50,8 | Q     |
| 3       | Reinhold Soyka    | 1:51,7 | q     |
| 4       | Erwin Gohlke      | 1:54,7 |       |
| 5       | Wiktor Sołoniecki | 1:54,7 |       |
| 6       | Waldemar Gondek   | 1:55,8 |       |
| 7       | Åke Svenson       | 1:57,9 |       |

Bieg 2
| Miejsce | Zawodnik            | Czas   | Uwagi |
| ------- | ------------------- | ------ | ----- |
| 1       | Władimir Ponomariow | 1:51,6 | Q     |
| 2       | Gerhard Stolle      | 1:51,9 | Q     |
| 3       | Marian Gęsicki      | 1:51,9 | q     |
| 4       | Ladislav Kárský     | 1:52,6 |       |
| 5       | Raymond Hoofd       | 1:52,7 |       |
| 6       | Krzysztof Linkowski | 1:57,2 |       |

### Finał
Opracowano na podstawie materiału źródłowego.
| Miejsce | Zawodnik            | Czas   |
| ------- | ------------------- | ------ |
| 1       | Gerhard Stolle      | 1:49,8 |
| 2       | Ivo Van Damme       | 1:50,1 |
| 3       | Władimir Ponomariow | 1:50,2 |
| 4       | Jozef Plachý        | 1:50,2 |
| 5       | Marian Gęsicki      | 1:50,4 |
| 6       | Reinhold Soyka      | 1:53,3 |